# Powiat Yakami (Tottori)
Powiat Yakami (jap. 八上郡 Yakami-gun) – dawny powiat w Japonii, w prefekturze Tottori.

## Historia

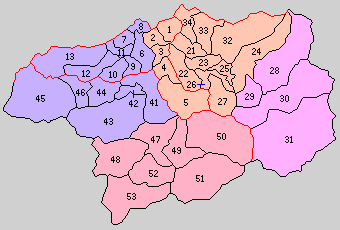
Powiat Yakami (1–13 – 1889 r.)

W pierwszym roku okresu Meiji na terenie powiatu znajdowała się 63 wioski.
Powiat został założony 12 stycznia 1879 roku. Wraz z utworzeniem nowego systemu administracyjnego 1 października 1889 roku powiat Yakami został podzielony na 13 wiosek: Kamo, Kuninaka, Funaoka, Iida, Ōe, Kunifusa, Hisanaga, Miho, Sanuki (佐貫村), Udo, Hiketa, Gosō i Meiji.
1 grudnia 1893 roku wioski Hisanaga i Miho połączyły się tworząc wioskę Kawahara.
1 kwietnia 1896 roku powiat Yakami został włączony w teren nowo powstałego powiatu Yazu. W wyniku tego połączenia powiat został rozwiązany.